# 576870 Orszaglili
576870 Orszaglili este o planetă minoră (asteroid) din centura de asteroizi. A fost descoperită pe 18 octombrie 2012 la Piszkéstetői Obszervatórium⁠(d) de . 
Obiectul prezintă o orbită caracterizată de o semiaxă mare de 3,1212676936961 UAi, o excentricitate de 0,13759608818729, o înclinație de 19,083664741865 ° în raport cu ecliptica.